# Iiro Pakarinen
Iiro Pakarinen (Suonenjoki, 23 agosto 1991) è un hockeista su ghiaccio finlandese.

## Palmarès

### Mondiali
- 1 medaglia:
  - 1 argento (Bielorussia 2014)